# Ziekte van Glanzmann
De ziekte van Glanzmann is een erfelijke aandoening waarbij bloedplaatjes niet goed werken doordat het eiwit glycoproteïne op het bloedplaatje ontbreekt. Normaal gesproken vormen bloedplaatjes een stolsel waardoor een bloeding wordt gestelpt, maar bij de ziekte van Glanzmann is dat niet het geval. Dit kan zeer gevaarlijk zijn bij het ontstaan van interne bloedingen, omdat deze niet direct te stelpen zijn.
Mensen met de ziekte van Glanzmann dienen zich te onthouden van activiteiten, zoals veel sporten, die het risico van een bloeding met zich meebrengen.
Een bekend verschijnsel van de ziekte is het hoge aantal blauwe plekken dat de patiënt oploopt.
De Glanzmann's Research Foundation zet zich in voor onderzoek naar de ziekte.

## Symptomen
- Snel blauwe plekken ontwikkelen
- Neus-, tandvlees- en hersenbloedingen
- Bloedingen na een operatie, besnijdenis, of tandheelkundige behandeling
- Bloedingen in urinewegen of maag-darm kanaal
- Zware of langdurige menstruaties of aanhoudende bloedingen na een bevalling